# Ioan Dragfi
Ioan Dragfi (maghiară Bélteki Drágffy János)  a fost un membru al familiei voievodale a Drăgoșeștilor (Dragoș), care apare în documentele ungare cu grafierea Drágffy. A fost comite al Timișoarei în 1525. În timpul răscoalei țărănești din 1514, condusă de Gheorghe Doja, Dragfi a participat împotriva răsculaților. Și-a pierdut viața în 1526 în bătălia de la Mohács.
 Acest articol despre un subiect legat de  istoria României este deocamdată un ciot. Puteți ajuta Wikipedia prin completarea sa.